# Stazione di Den Haag Laan van NOI
Den Haag Laan van NOI (in italiano: L'Aia viale delle Nuove Indie Orientali, dall'abbreviazione NOI, Nieuw Oost-Indië), è una stazione ferroviaria nella città dell'Aia, Paesi Bassi. È una stazione passante di superficie a 6 binari, di cui quattro sulla linea ferroviaria Amsterdam-Rotterdam e due sulle linee della RandstatRail, sia la linea E della metropolitana di Rotterdam che le linee 3 e 4 della rete tranviaria dell'Aia.